# Liste des cantons de l'Yonne

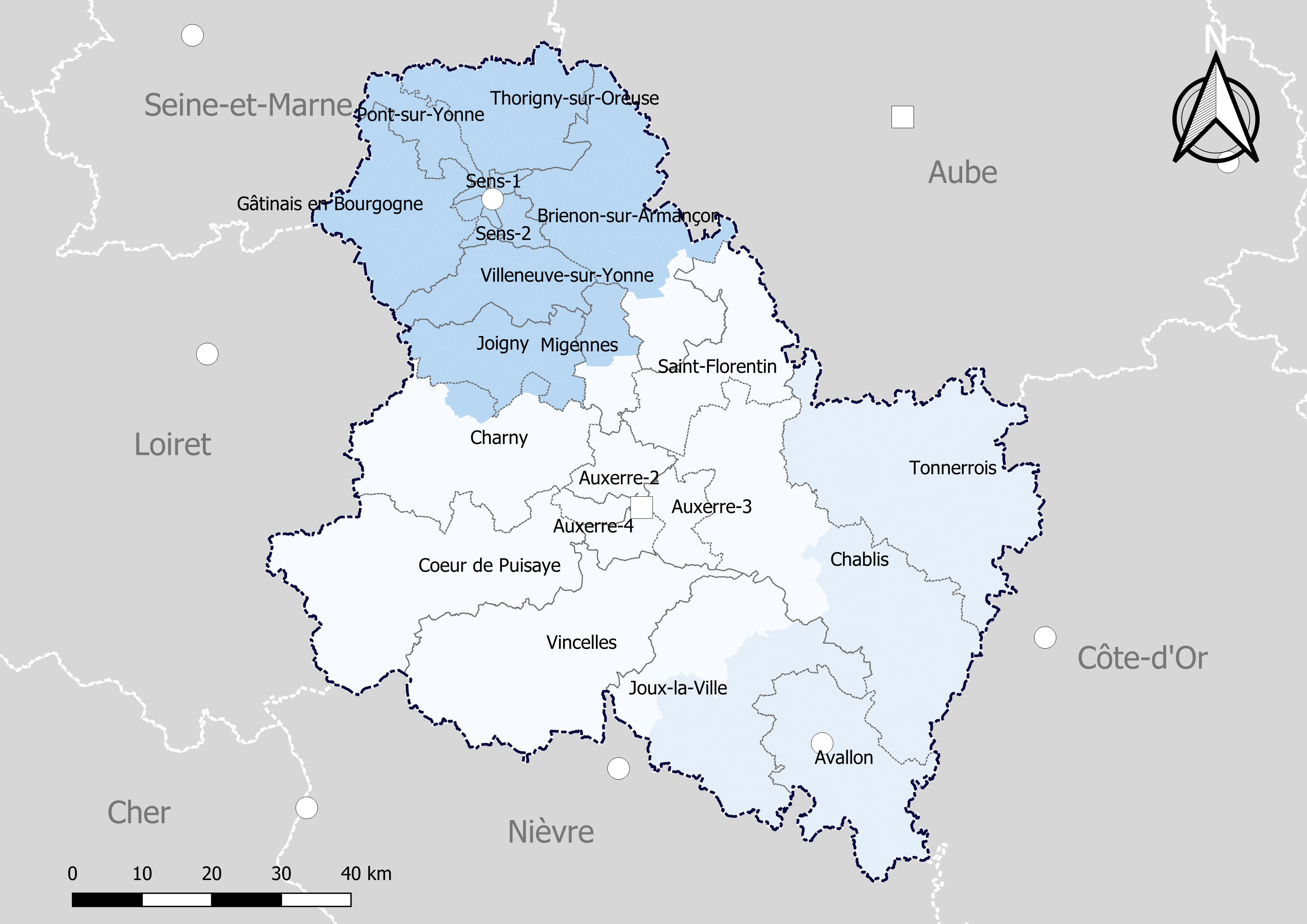
Découpage cantonal du département de l'Yonne, avec en surimpression les arrondissements (en nuances de bleu) - Carte arrêtée au 1er janvier 2019.

Le département de l'Yonne compte 21 cantons depuis le redécoupage cantonal de 2014 (42 cantons auparavant).

## Découpage cantonal de 1991 à 2014

Les arrondissements et les cantons de l'Yonne

Liste des 42 cantons du département de l'Yonne, répartis par arrondissement :
- arrondissement d'Auxerre (22 cantons) :
  - Aillant-sur-Tholon - Auxerre-Est - Auxerre-Nord - Auxerre-Nord-Ouest - Auxerre-Sud - Auxerre-Sud-Ouest - Bléneau - Brienon-sur-Armançon - Chablis - Charny - Coulanges-la-Vineuse - Coulanges-sur-Yonne - Courson-les-Carrières - Joigny - Ligny-le-Châtel - Migennes - Saint-Fargeau - Saint-Florentin - Saint-Sauveur-en-Puisaye - Seignelay - Toucy - Vermenton
- arrondissement d'Avallon (10 cantons) :
  - Ancy-le-Franc - Avallon - Cruzy-le-Châtel - Flogny-la-Chapelle - Guillon - L'Isle-sur-Serein - Noyers - Quarré-les-Tombes - Tonnerre - Vézelay
- arrondissement de Sens (10 cantons) :
  - Cerisiers - Chéroy - Pont-sur-Yonne - Saint-Julien-du-Sault - Sens-Nord-Est - Sens-Ouest - Sens-Sud-Est - Sergines - Villeneuve-l'Archevêque - Villeneuve-sur-Yonne

## Découpage cantonal de 2014 à aujourd'hui
Dans la poursuite de la réforme territoriale engagée en 2010, l'Assemblée nationale adopte définitivement le 17 avril 2013 la réforme du mode de scrutin pour les élections départementales destinée à garantir la parité hommes/femmes. Les lois (loi organique 2013-402 et loi 2013-403) sont promulguées le 17 mai 2013. Un nouveau découpage territorial est défini par décret du 13 février 2014 pour le département de l'Yonne. Celui-ci entre en vigueur lors du premier renouvellement général des assemblées départementales suivant la publication du décret, prévu en mars 2015, remplaçant les élections cantonales de 2014 et 2017. Les conseillers départementaux sont élus au scrutin majoritaire binominal mixte. Les électeurs de chaque canton éliront au Conseil départemental, nouvelle appellation des Conseils généraux, deux membres de sexe différent, qui se présenteront en binôme de candidats. Les conseillers départementaux seront élus pour 6 ans au scrutin binominal majoritaire à deux tours, l'accès au second tour nécessitant 10 % des inscrits au 1er tour. En outre la totalité des conseillers départementaux est renouvelée.
Ce nouveau mode de scrutin nécessite un redécoupage des cantons dont le nombre est divisé par deux avec arrondi à l'unité impaire supérieure si ce nombre n'est pas entier impair et avec des conditions de seuils minimaux. Dans l'Yonne le nombre de cantons passe ainsi de 42 à 21.
Les critères du remodelage cantonal sont les suivants : le territoire de chaque canton doit être défini sur des bases essentiellement démographiques, le territoire de chaque canton doit être continu et les communes de moins de 3 500 habitants sont entièrement comprises dans le même canton. Il n’est fait référence, ni aux limites des arrondissements, ni à celles des circonscriptions législatives.
Conformément à de multiples décisions du Conseil constitutionnel depuis 1985 et notamment sa décision no 2010-618 DC du 9 décembre 2010, il est admis que le principe d’égalité des électeurs au regard des critères démographiques est respecté lorsque le ratio conseiller/habitant de la circonscription est compris dans une fourchette de 20 % de part et d'autre du ratio moyen conseiller/habitant du département. Pour le département de l'Yonne, la population de référence est la population légale en vigueur au 1er janvier 2013, à savoir la population millésimée 2010, soit 342 510 habitants. Avec 21 cantons la population moyenne par conseiller départemental est de 16 310 habitants. Ainsi la population de chaque nouveau canton doit-elle être comprise entre 13 048 habitants et 19 572 habitants pour respecter le principe de l'égalité citoyenne au vu des critères démographiques.

### Composition détaillée
| N° | Nom du canton          | Bureau centralisateur  | Population (2022) | Nombre de communes   | Communes composant le canton | |
| -- | ---------------------- | ---------------------- | ----------------- | -------------------- | --- | --- |
| 1  | Auxerre-1              | Auxerre                | 13 913            | 3 + fraction Auxerre | 1. Les communes suivantes : Lindry, Saint-Georges-sur-Baulche, Villefargeau. | La partie de la commune d'Auxerre située à l'ouest d'une ligne définie par l'axe des voies et limites suivantes : depuis la limite territoriale de la commune de Saint-Georges-sur-Baulche, boulevard de Montois, boulevard de Verdun, boulevard Gouraud, rue de Fleurus, avenue du 4e-Régiment-d'Infanterie, rue de la Tour-d'Auvergne, rue Édison, rue des Migraines, avenue du 4e-Régiment-d'Infanterie, avenue de Champleroy, rue Restif-de-La-Bretonne, avenue Charles-de-Gaulle, boulevard Vauban, boulevard du 11-Novembre, rue du 24-Août, avenue de Lattre-de-Tassigny, rue des Mésanges, rue Django-Reinhardt, chemin des Brichères, sentier des Bequillys, chemin de Bequillys, sentier des Bequillys, avenue de Saint-Georges, jusqu'à la limite territoriale de la commune de Saint-Georges-sur-Baulche. |
| 2  | Auxerre-2              | Auxerre                | 19 140            | 6 + fraction Auxerre | 1. Les communes suivantes : Appoigny, Branches, Charbuy, Gurgy, Monéteau, Perrigny. | La partie de la commune d'Auxerre située au nord d'une ligne définie par l'axe des voies et limites suivantes : depuis la limite territoriale de la commune de Saint-Georges-sur-Baulche, boulevard de Montois, boulevard de Verdun, boulevard Gouraud, rue de Fleurus, avenue du 4e-Régiment-d'Infanterie, rue de la Tour-d'Auvergne, rue Édison, rue des Migraines, avenue du 4e-Régiment-d'Infanterie, avenue de Champleroy, rue Restif-de-La-Bretonne, avenue Charles-de-Gaulle, boulevard de la Chaînette, cours de l'Yonne, jusqu'à la limite territoriale de la commune de Monéteau. |
| 3  | Auxerre-3              | Auxerre                | 15 110            | 6 + fraction Auxerre | 1. Les communes suivantes : Augy, Bleigny-le-Carreau, Champs-sur-Yonne, Quenne, Saint-Bris-le-Vineux, Venoy. | La partie de la commune d'Auxerre située à l'est d'une ligne définie par l'axe des voies et limites suivantes : depuis la limite territoriale de la commune de Monéteau, cours de l'Yonne, boulevard de la Chaînette, rue de Paris, rue de la Draperie, rue Paul-Bert, rue Marie-Noël, rue du Pont, pont Paul-Bert, cours de l'Yonne, jusqu'à la limite territoriale de la commune d'Augy. |
| 4  | Auxerre-4              | Auxerre                | 14 072            | 2 + fraction Auxerre | 1. Les communes suivantes : Chevannes, Vallan. | La partie de la commune d'Auxerre non incluse dans les cantons d'Auxerre-1, d'Auxerre-2 et d'Auxerre-3. |
| 5  | Avallon                | Avallon                | 13 915            | 27                   | Annay-la-Côte, Annéot, Athie, Avallon, Beauvilliers, Bussières, Chastellux-sur-Cure, Cussy-les-Forges, Domecy-sur-le-Vault, Étaule, Girolles, Island, Lucy-le-Bois, Magny, Menades, Pontaubert, Provency, Quarré-les-Tombes, Saint-Brancher, Saint-Germain-des-Champs, Saint-Léger-Vauban, Sainte-Magnance, Sauvigny-le-Bois, Sermizelles, Tharot, Thory, Vault-de-Lugny. | |
| 6  | Brienon-sur-Armançon   | Brienon-sur-Armançon   | 16 860            | 34                   | Arces-Dilo, Bagneaux, Bellechaume, Bœurs-en-Othe, Brienon-sur-Armançon, Cérilly, Cerisiers, Champlost, Les Clérimois, Coulours, Courgenay, Esnon, Flacy, Foissy-sur-Vanne, Fontaine-la-Gaillarde, Fournaudin, Lailly, Malay-le-Petit, Mercy, Molinons, Noé, Paroy-en-Othe, Pont-sur-Vanne, La Postolle, Saint-Maurice-aux-Riches-Hommes, Saligny, Les Sièges, Les Vallées-de-la-Vanne, Vaudeurs, Vaumort, Venizy, Villechétive, Villeneuve-l'Archevêque, Villiers-Louis. | |
| 7  | Chablis                | Chablis                | 16 177            | 58                   | Aigremont, Angely, Annay-sur-Serein, Annoux, Beine, Béru, Bierry-les-Belles-Fontaines, Blacy, Carisey, Censy, Chablis, La Chapelle-Vaupelteigne, Châtel-Gérard, Chemilly-sur-Serein, Chichée, Chitry, Courgis, Étivey, Fleys, Fontenay-près-Chablis, Fresnes, Grimault, Guillon-Terre-Plaine, L'Isle-sur-Serein, Jouancy, Lichères-près-Aigremont, Lignorelles, Ligny-le-Châtel, Maligny, Marmeaux, Massangis, Méré, Môlay, Montigny-la-Resle, Montréal, Moulins-en-Tonnerrois, Nitry, Noyers, Pasilly, Pisy, Poilly-sur-Serein, Pontigny, Préhy, Rouvray, Saint-André-en-Terre-Plaine, Saint-Cyr-les-Colons, Sainte-Vertu, Santigny, Sarry, Sauvigny-le-Beuréal, Savigny-en-Terre-Plaine, Talcy, Thizy, Varennes, Vassy-sous-Pisy, Venouse, Villeneuve-Saint-Salves, Villy. | |
| 8  | Charny Orée de Puisaye | Charny Orée de Puisaye | 16 412            | 17                   | Chamvres, Charny Orée de Puisaye, Chassy, La Ferté-Loupière, Fleury-la-Vallée, Merry-la-Vallée, Montholon, Les Ormes, Paroy-sur-Tholon, Poilly-sur-Tholon, Saint-Maurice-le-Vieil, Saint-Maurice-Thizouaille, Senan, Sépeaux-Saint-Romain, Sommecaise, Le Val-d'Ocre, Valravillon. | |
| 9  | Cœur de Puisaye        | Toucy                  | 15 307            | 24                   | Beauvoir, Bléneau, Champcevrais, Champignelles, Diges, Dracy, Égleny, Fontaines, Lalande, Lavau, Leugny, Mézilles, Moulins-sur-Ouanne, Parly, Pourrain, Rogny-les-Sept-Écluses, Ronchères, Saint-Fargeau, Saint-Martin-des-Champs, Saint-Privé, Tannerre-en-Puisaye, Toucy, Villeneuve-les-Genêts, Villiers-Saint-Benoît. | |
| 10 | Gâtinais en Bourgogne  | Saint-Valérien         | 16 536            | 24                   | La Belliole, Brannay, Chéroy, Collemiers, Cornant, Courtoin, Dollot, Domats, Égriselles-le-Bocage, Fouchères, Jouy, Lixy, Montacher-Villegardin, Nailly, Saint-Agnan, Saint-Valérien, Savigny-sur-Clairis, Subligny, Vallery, Vernoy, Villebougis, Villeneuve-la-Dondagre, Villeroy, Villethierry. | |
| 11 | Joigny                 | Joigny                 | 17 996            | 15                   | Béon, La Celle-Saint-Cyr, Cézy, Champlay, Cudot, Joigny, Looze, Précy-sur-Vrin, Saint-Aubin-sur-Yonne, Saint-Julien-du-Sault, Saint-Loup-d'Ordon, Saint-Martin-d'Ordon, Verlin, Villecien, Villevallier. | |
| 12 | Joux-la-Ville          | Joux-la-Ville          | 12 473            | 42                   | Arcy-sur-Cure, Asnières-sous-Bois, Asquins, Bazarnes, Bessy-sur-Cure, Blannay, Bois-d'Arcy, Brosses, Chamoux, Châtel-Censoir, Coulanges-sur-Yonne, Coutarnoux, Crain, Deux Rivières, Dissangis, Domecy-sur-Cure, Festigny, Foissy-lès-Vézelay, Fontenay-près-Vézelay, Fontenay-sous-Fouronnes, Givry, Joux-la-Ville, Lichères-sur-Yonne, Lucy-sur-Cure, Lucy-sur-Yonne, Mailly-la-Ville, Mailly-le-Château, Merry-sur-Yonne, Montillot, Pierre-Perthuis, Précy-le-Sec, Prégilbert, Saint-Moré, Saint-Père, Saint-Moré, Saint-Père, Sainte-Colombe, Sainte-Pallaye, Sery, Tharoiseau, Trucy-sur-Yonne, Vermenton, Vézelay, Voutenay-sur-Cure. | |
| 13 | Migennes               | Migennes               | 15 663            | 10                   | Bassou, Bonnard, Brion, Bussy-en-Othe, Charmoy, Cheny, Chichery, Épineau-les-Voves, Laroche-Saint-Cydroine, Migennes. | |
| 14 | Pont-sur-Yonne         | Pont-sur-Yonne         | 13 935            | 10                   | Champigny, Chaumont, Courtois-sur-Yonne, Pont-sur-Yonne, Saint-Sérotin, Villeblevin, Villemanoche, Villenavotte, Villeneuve-la-Guyard, Villeperrot. | |
| 15 | Saint-Florentin        | Saint-Florentin        | 17 682            | 22                   | Beaumont, Beugnon, Butteaux, Chailley, Chemilly-sur-Yonne, Chéu, Germigny, Hauterive, Héry, Jaulges, Lasson, Mont-Saint-Sulpice, Neuvy-Sautour, Ormoy, Percey, Saint-Florentin, Seignelay, Sormery, Soumaintrain, Turny, Vergigny, Villiers-Vineux. | |
| 16 | Sens-1                 | Sens                   | 21 075            | 2 + fraction Sens    | 1. Les communes suivantes : Saint-Clément, Saint-Martin-du-Tertre. | La partie de la commune de Sens située à l'ouest et au nord d'une ligne définie par l'axe des voies et limites suivantes : depuis la limite territoriale de la commune de Maillot, routes départementales 606 et 606 A, avenue de Senigallia, rue du Général-de-Gaulle, boulevard du 14-Juillet, rue de Tivoli, rue René-Binet, rue de la Planche-Barrault, boulevard du Maréchal-Foch, boulevard Winston-Churchill, place Étienne-Dolet, boulevard de Verdun, rue du 19-Mars-1962, route départementale 46, jusqu'à la limite territoriale de la commune de Saligny. |
| 17 | Sens-2                 | Sens                   | 20 664            | 5 + fraction Sens    | 1. Les communes suivantes : Gron, Maillot, Malay-le-Grand, Paron, Rosoy. | La partie de la commune de Sens située à l'est et au sud d'une ligne définie par l'axe des voies et limites suivantes : depuis la limite territoriale de la commune de Maillot, routes départementales 606 et 606 A, avenue de Senigallia, rue du Général-de-Gaulle, boulevard du 14-Juillet, rue de Tivoli, rue René-Binet, rue de la Planche-Barrault, boulevard du Maréchal-Foch, boulevard Winston-Churchill, place Étienne-Dolet, boulevard de Verdun, rue du 19-Mars-1962, route départementale 46, jusqu'à la limite territoriale de la commune de Saligny. |
| 18 | Thorigny-sur-Oreuse    | Thorigny-sur-Oreuse    | 13 980            | 17                   | La Chapelle-sur-Oreuse, Compigny, Courlon-sur-Yonne, Cuy, Évry, Gisy-les-Nobles, Michery, Pailly, Perceneige, Plessis-Saint-Jean, Saint-Denis, Serbonnes, Sergines, Soucy, Thorigny-sur-Oreuse, Vinneuf, Voisines. | |
| 19 | Le Tonnerrois          | Tonnerre               | 15 138            | 52                   | Aisy-sur-Armançon, Ancy-le-Franc, Ancy-le-Libre, Argentenay, Argenteuil-sur-Armançon, Arthonnay, Baon, Bernouil, Chassignelles, Cheney, Collan, Cruzy-le-Châtel, Cry, Dannemoine, Dyé, Épineuil, Flogny-la-Chapelle, Fulvy, Gigny, Gland, Jully, Junay, Lézinnes, Mélisey, Molosmes, Nuits, Pacy-sur-Armançon, Perrigny-sur-Armançon, Pimelles, Quincerot, Ravières, Roffey, Rugny, Saint-Martin-sur-Armançon, Sambourg, Sennevoy-le-Bas, Sambourg, Sennevoy-le-Bas, Sennevoy-le-Haut, Serrigny, Stigny, Tanlay, Thorey, Tissey, Tonnerre, Trichey, Tronchoy, Vézannes, Vézinnes, Villiers-les-Hauts, Villon, Vireaux, Viviers, Yrouerre. | |
| 20 | Villeneuve-sur-Yonne   | Villeneuve-sur-Yonne   | 13 262            | 12                   | Armeau, Les Bordes, Bussy-le-Repos, Chaumot, Dixmont, Étigny, Marsangy, Passy, Piffonds, Rousson, Véron, Villeneuve-sur-Yonne. | |
| 21 | Vincelles              | Vincelles              | 14 586            | 33                   | Andryes, Charentenay, Coulangeron, Coulanges-la-Vineuse, Courson-les-Carrières, Druyes-les-Belles-Fontaines, Escamps, Escolives-Sainte-Camille, Étais-la-Sauvin, Fontenoy, Fouronnes, Gy-l'Évêque, Les Hauts de Forterre, Irancy, Jussy, Lain, Lainsecq, Levis, Merry-Sec, Migé, Mouffy, Moutiers-en-Puisaye, Ouanne, Sainpuits, Saint-Sauveur-en-Puisaye, Saints, Sementron, Sougères-en-Puisaye, Thury, Treigny-Perreuse-Sainte-Colombe, Val-de-Mercy, Vincelles, Vincelottes. Vincelles, Vincelottes. | |
|    |                        |                        | 333 896           | 455                  | | |

### Répartition par arrondissement
Contrairement à l'ancien découpage où chaque canton était inclus à l'intérieur d'un seul arrondissement, le nouveau découpage territorial s'affranchit des limites des arrondissements. Certains cantons peuvent être composés de communes appartenant à des arrondissements différents. Dans le département de l'Yonne, c'est le cas de six cantons (Brienon-sur-Armançon, Chablis, Charny, Joigny, Joux-la-Ville et Saint-Florentin).
Le tableau suivant présente la répartition par arrondissement :
| N° | Canton                 | Auxerre              | Avallon | Sens              | Total                |
| -- | ---------------------- | -------------------- | ------- | ----------------- | -------------------- |
| 1  | Auxerre-1              | 3 + fraction Auxerre |         |                   | 3 + fraction Auxerre |
| 2  | Auxerre-2              | 6 + fraction Auxerre |         |                   | 6 + fraction Auxerre |
| 3  | Auxerre-3              | 6 + fraction Auxerre |         |                   | 6 + fraction Auxerre |
| 4  | Auxerre-4              | 2 + fraction Auxerre |         |                   | 2 + fraction Auxerre |
| 5  | Avallon                |                      | 27      |                   | 27                   |
| 6  | Brienon-sur-Armançon   | 7                    |         | 29                | 36                   |
| 7  | Chablis                | 23                   | 39      |                   | 62                   |
| 8  | Charny Orée de Puisaye | 36                   |         | 2                 | 38                   |
| 9  | Cœur de Puisaye        | 24                   |         |                   | 24                   |
| 10 | Gâtinais en Bourgogne  |                      |         | 24                | 24                   |
| 11 | Joigny                 | 8                    |         | 7                 | 15                   |
| 12 | Joux-la-Ville          | 21                   | 23      |                   | 44                   |
| 13 | Migennes               | 10                   |         |                   | 10                   |
| 14 | Pont-sur-Yonne         |                      |         | 10                | 10                   |
| 15 | Saint-Florentin        | 14                   | 8       |                   | 22                   |
| 16 | Sens-1                 |                      |         | 2 + fraction Sens | 2 + fraction Sens    |
| 17 | Sens-2                 |                      |         | 5 + fraction Sens | 5 + fraction Sens    |
| 18 | Thorigny-sur-Oreuse    |                      |         | 17                | 17                   |
| 19 | Tonnerrois             |                      | 52      |                   | 52                   |
| 20 | Villeneuve-sur-Yonne   |                      |         | 12                | 12                   |
| 21 | Vincelles              | 36                   |         |                   | 36                   |
|    |                        | 197                  | 149     | 109               | 455                  |